# ساعة الفيل

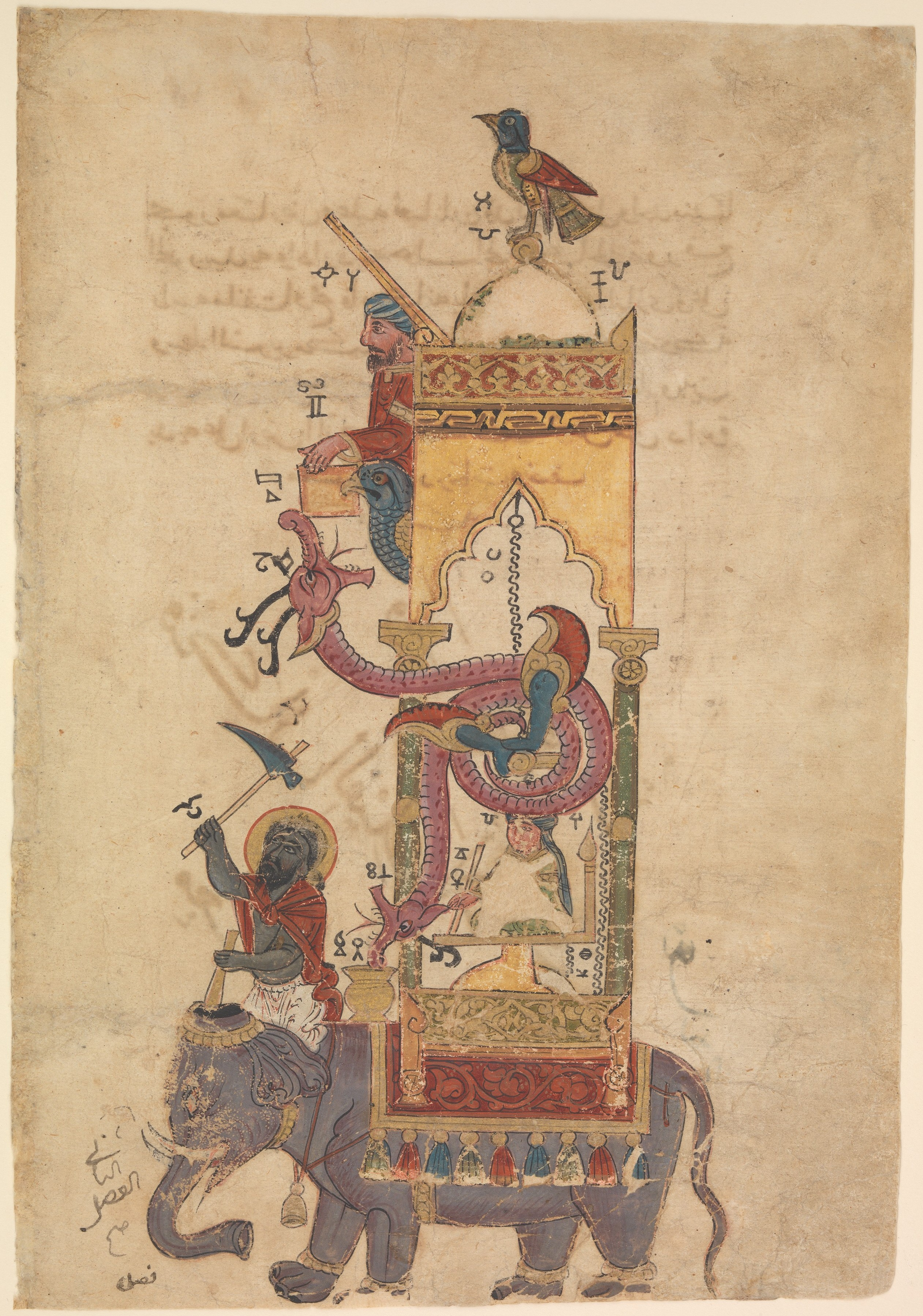
ساعة الفيل في مخطوطة من آل الجزري (1206 م) من كتاب المعرفة من عبقرية الأجهزة الميكانيكية

ساعة الفيل ساعة دقيقة ميكانيكية اخترعها العالم الجزري (1136-1206). يتكون من وزن يعمل على الطاقة المائية على شكل فيل. والعناصر المختلفة للساعة موجودة في بيت على ظهر الفيل. هذه الساعة مصممة لنقل وإصدار الصوت كل نصف ساعة.
يمكن العثور على ساعة مستنسخة حديثة بالحجم الكامل باعتبارها حجر الزاوية في مول ابن بطوطة - مركز تسوق في دبي (الإمارات العربية المتحدة). ويوجد هناك منتج مستنسخ آخر في سويسرا وهناك نسخة في جامعة الملك عبد الله للعلوم والتقنية في جدة.
بالإضافة إلى الابتكارات الميكانيكية، الساعة في حد ذاتها تعتبر مثالا مبكرا في التعددية الثقافية ممثلة في التكنولوجيا. الفيل يمثل ثقافات الهنود والأفارقة، والتنين يمثل الثقافة الصينية، وطائر الفينيق يمثل الثقافة المصرية القديمة، ويمثل عمل المياه الثقافة اليونانية القديمة، والعمامة تمثل الثقافة الإسلامية.

## آلية عمل الساعة
آلية التوقيت تعتمد على مياه معبأة في دلو مخبأ داخل الفيل.في هذا الدلو وعاء عميق عائم في المياه، ولكن مع وجود ثقب صغير في الوسط.الوعاء يأخذ نصف ساعة ليمتلئ من خلال هذا الثقب. في عملية الغرق، الوعاء يسحب سلسلة متصلة بآلية متأرجحة بالبرج على
ظهر الفيل هذه يطلق كرة تسقط في فم الثعبان، مما يأدى إلى دفع الثعبان إلى الأمام، والذي يسحب الوعاء المغمور من المياه عن طريق السلاسل.في الوقت نفسه، نظام من السلاسل يسبب في ظهور شكل في برج اما من الناحية اليسرى أو اليمنى ويضرب الفيال (سائق الفيل)الطبول.هذا يشير إلى مرور نصف أو ساعة كاملة.ثم يعود الثعبان وتكرر هذة الدورة، ما دام هناك كرات في الخزان العلوي لتساعد في تفريغ الوعاء.

### آلة ذاتية الحركة
هذه هي الساعة الأولى التي يكون فيها للآلة رد فعل بعد فترات معينة من الزمن. في هذه الآلية، الإنسان الالي يضرب الصنج (آلة موسيقية) وتغرد الطيور الميكانيكية، مثل ساعة الوقواق القديمة، بعد كل ساعة أو نصف ساعة.

### مرور الساعات الزمنية
ميزة أخرى مبتكرة في ساعة هي الطريقة التي تسجل مرور الساعات الزمنية، مما يعني أن معدل التدفق كان لا بد من تغيره يوميا ليتناسب مع الاطوال المتفاوتة للأيام على مدار العام. لإنجاز هذا، فالساعة لهاخزانان، خزان علوي له علاقة في آليات الوقت والجزء السفلي له علاقة في التحكم في التدفق المنظم.عند الفجر يفتح الصنبور وتدفقت المياه من الخزان العلوي إلى الخزان السفلي من خلال تعويم منظم الذي يحافظ على ضغط ثابت في خزان المستقبل.

### تدفق منظم
الآلية المستخدمة تنتج تدفق منتظم، والتي كانت تستخدم هنا لتحديد الوقت الذي كانت تمر فيه ساعة من الوقت. الساعة الواحدة تحدد باستخدام فتحة صغيرة في تعويم الغواصة التي كانت معيرة لإعطاء المعدلات المطلوبة من تدفق المياه في ظل معدلات مختلفة.
التعويم المنتظم أصبح في وقت لاحق الآلية الشائعة خلال الثورة الصناعية في القرن الثامن عشر، عندما كان يعمل في المرجل من المحرك البخاري وفي النظم المحلية لتوزيع المياه. [6]

### النظام المغلق
يبدو هذا مثالا مبكرا للنظام المغلق في هذه الآلية.تعمل الساعة ما دام هناك كرات معدنية في مخزنها.

## وصلات خارجية
- المادة بما في ذلك صورة فوتوغرافية لابن بطوطة مول على مدار الساعة الفيل.
- [https : / / www.metmuseum.org/Works_of_Art/viewOne.asp؟dep=14&viewMode=0&item=57 ٪ 2E51 ٪ 2E23 المعلومات] من متحف متروبوليتان، في نيويورك.
- أرامكو السعودية العالمية : البعد الثالث ريتشارد كوفينغتون، بما في ذلك الدكتور فؤاد سزكين، متحفه العربية والعلوم الإسلامية في فرانكفورت، وعلى وجه الخصوص نموذجا للساعة الفيل.